# Naklo (gmina Divača)
Naklo – wieś w Słowenii, w gminie Divača. W 2018 roku liczyła 59 mieszkańców.